# Michael Obiku
Michael Obiku (n. 24 septembrie 1968, Warri, Statul Delta, Nigeria) este un fost fotbalist nigerian.
Între 1989 și 1993, Obiku a jucat 4 meciuri pentru echipa națională a Nigeriei.

## Statistici
| Nigeria | Nigeria | Nigeria |
| An      | Meciuri | Goluri  |
| ------- | ------- | ------- |
| 1989    | 3       | 1       |
| 1990    | 0       | 0       |
| 1991    | 0       | 0       |
| 1992    | 0       | 0       |
| 1993    | 1       | 0       |
| Total   | 4       | 1       |